# Xinan, Chenghai
Xinan (kinesiska: 溪南) är en köping i sydöstra Kina. Den ligger i stadsdistriktet Chenghai i staden Shantou i provinsen Guangdong, omkring 360 kilometer öster om provinshuvudstaden Guangzhou. Antalet invånare är 64 363. Befolkningen består av 32 320 kvinnor och 32 043 män. Barn under 15 år utgör 15,0 %, vuxna 15-64 år 74 %, och äldre över 65 år 9,0 %.